# Studánka (Varnsdorf)
Studánka (něm. Schönborn) je náhorní vesnice v okrese Děčín, 3 km západně od Varnsdorfu, jehož je místní částí. Obcí prochází rozvodí Severního a Baltského moře. Západně od vsi pramení Křinice, přítok Labe. Ve vsi pramení Zlatý potok, jeho vody tečou s Mandavou a Lužickou Nisou do Odry. Vesnicí prochází silnice č. 9, vedoucí na hraniční přechod s Německem.

## Historie
Nejstarší písemná zmínka pochází z roku 1485.
Vesnice byla postihována válečnými událostmi. Na jihozápadě vsi se za hřbitovem rozprostírá návrší Valy (543 m) s náznakem zbytků švédského opevnění z třicetileté války, odtud v roce 1642 švédské oddíly generála Wrangela dobyly a zničily Tolštejn. V roce 1778 zde odehrál útok Prusů na postavení rakouské armády a v roce 1866 střetnutí pruských a rakouských předsunutých oddílů. Později byla Studánka sídlištěm dělníků pracujících v závodech okolních měst. Do katastru Studánky zasahuje část přírodní rezervace Světlík, chránící okolí stejnojmenného rybníka.

## Pamětihodnosti
- Zdaleka viditelný novorománský kostel svatého Františka z Assisi postavený v letech 1869–1872.
- Hřbitov s novorománskou hřbitovní kaplí a památníkem obětí první světové války, který byl obnoven roku 2014 u příležitosti stých narozenin místní rodačky Marie Kaufmann Henkeové.[5]

## Obyvatelstvo
|                                                                    | 1869  | 1880  | 1890  | 1900  | 1910  | 1921  | 1930  | 1950 | 1961 | 1970 | 1980 | 1991 | 2001 | 2011 |
| ------------------------------------------------------------------ | ----- | ----- | ----- | ----- | ----- | ----- | ----- | ---- | ---- | ---- | ---- | ---- | ---- | ---- |
| Obyvatelé                                                          | 2 365 | 2 402 | 2 337 | 2 306 | 2 318 | 1 877 | 2 089 | 730  | 622  | 499  | 397  | 193  | 232  | 261  |
| Domy                                                               | 285   | 312   | 322   | 334   | 337   | 340   | 357   | 353  | 160  | 143  | 103  | 100  | 133  | 128  |
| Počet domů z roku 1961 zahrnuje domy místní části Světliny 1. díl. |       |       |       |       |       |       |       |      |      |      |      |      |      |      |